# العلاقات الزيمبابوية النيوزيلندية
العلاقات الزيمبابوية النيوزيلندية هي العلاقات الثنائية التي تجمع بين زيمبابوي ونيوزيلندا.

## مقارنة بين البلدين
هذه مقارنة عامة ومرجعية للدولتين:
| وجه المقارنة                                              | زيمبابوي | نيوزيلندا                                              |
| --------------------------------------------------------- | --- | ------------------------------------------------------ |
| المساحة (كم2)                                             | 390.76 ألف | 268.02 ألف                                             |
| عدد السكان (نسمة)                                         | 16.53 مليون | 4.24 مليون                                             |
| الكثافة السكانية (ن./كم²)                                 | 42.3 | 15.82                                                  |
| العاصمة                                                   | هراري | ويلينغتون، أوكلاند                                     |
| اللغة الرسمية                                             | لغة إنجليزية، اللغة الشونا، النديبيلية الشمالية ‏، لغة الشيشيوا، Barwe ‏، Kalanga language ‏، Tshwa language ‏، النداو ‏، اللغة التسونجا، لغة الإشارة الزيمبابوية ‏، اللغة السوتية، تونغا ‏، اللغة التسوانية، اللغة الفيندية، اللغة الكوسية | لغة إنجليزية، اللغة الماورية، لغة الإشارة النيوزيلندية |
| العملة                                                    | دولار أمريكي | دولار نيوزيلندي، الجنيه النيوزيلندي                    |
| الناتج المحلي الإجمالي (بليون دولار)                      | 17.85 مليار | 205.85 مليار                                           |
| الناتج المحلي الإجمالي (تعادل القوة الشرائية) بليون دولار | 27.88 مليار |                                                        |
| الناتج المحلي الإجمالي الاسمي للفرد دولار أمريكي          | 924 |                                                        |
| الناتج المحلي الإجمالي للفرد دولار أمريكي                 | 1.79 ألف |                                                        |
| مؤشر التنمية البشرية                                      | 0.509 | 0.914                                                  |
| رمز المكالمات الدولي                                      | +263 | +64                                                    |
| رمز الإنترنت                                              | .zw | .nz                                                    |
| المنطقة الزمنية                                           | ت ع م+02:00 | ت ع م+13:00، ت ع م+12:00                               |

## منظمات دولية مشتركة
يشترك البلدان في عضوية مجموعة من المنظمات الدولية، منها:
| علم المنظمة | اسم المنظمة                               | تاريخ انضمام زيمبابوي | تاريخ انضمام نيوزيلندا |
| ----------- | ----------------------------------------- | --------------------- | ---------------------- |
|             | مؤسسة التنمية الدولية                     | 29 سبتمبر 1980        | 1 أكتوبر 1974          |
|             | الأمم المتحدة                             | 25 أغسطس 1980         | 24 أكتوبر 1945         |
|             | منظمة التجارة العالمية                    | ?                     | ?                      |
|             | منظمة الشرطة الجنائية الدولية             | ?                     | ?                      |
|             | المركز الدولي لتسوية المنازعات الاستشارية | 19 يونيو 1994         | 2 مايو 1980            |
|             | الاتحاد الدولي للاتصالات                  | 10 فبراير 1981        | 3 يونيو 1878           |
|             | الفريق المعني برصد الأرض                  | ?                     | ?                      |
|             | البنك الدولي للإنشاء والتعمير             | 29 سبتمبر 1980        | 31 أغسطس 1961          |
|             | الاتحاد البريدي العالمي                   | ?                     | ?                      |
|             | منظمة حظر الأسلحة الكيميائية              | ?                     | ?                      |
|             | مؤسسة التمويل الدولية                     | 29 سبتمبر 1980        | 31 أغسطس 1961          |
|             | وكالة ضمان الاستثمار متعدد الأطراف        | 10 أبريل 1992         | 22 أبريل 2008          |
|             | يونسكو                                    | 22 سبتمبر 1980        | 4 نوفمبر 1946          |

## وصلات خارجية
- موقع وزارة الخارجية الزيمبابوية
- موقع وزارة الخارجية النيوزيلندية